# Juan Sebastián Rozo
Juan Sebastián Rozo Rengifo (Bogotá, 1984) es un abogado y funcionario público colombiano. Fue Ministro de Tecnologías de la Información y las Comunicaciones de Colombia encargado en 2018.

## Trayectoria
Juan Sebastián Rozo estudió derecho en la Universidad Externado de Colombia y es especialista en Regulación y Gestión de las Telecomunicaciones y las Nuevas Tecnologías. Obtuvo la beca para jóvenes líderes de América Latina en la Universidad de Georgetown, en el Programa de Innovación y Liderazgo en Gobierno.
Empezó su trabajo de las tecnologías de la información y las comunicaciones, tanto público como privado. Fue asesor del despacho del Ministro TIC durante los años 2010 y 2011; Gerente de Asuntos de Gobierno en una empresa del sector de telecomunicaciones, y ejerció diferentes cargos en corporaciones públicas como el Congreso de la República de Colombia. Entre sus cargos de funcionario público se desempeñó como Secretario Privado, Viceministro General, y de Conectividad y Digitalización de esta cartera.
Como reconocimiento a su labor en la entidad, recibió el Distintivo de la Jefatura de Comunicaciones y Tecnologías de la Información de las Fuerzas Militares de Colombia, y la Condecoración en el grado de ‘Gran Oficial’ de la Orden del Mérito Militar ‘Antonio Nariño’. En 2018 fue designado como Ministerio de Tecnologías de la Información y las Comunicaciones encargado tras la renuncia de David Luna.